# Catedral ortodoxa griega de los Santos Andrés y Demetrio
La Iglesia Catedral de los Santos Andrés y Demetrio de Madrid, España, es un templo ortodoxo perteneciente a la Iglesia ortodoxa de Constantinopla, situado en el número 12 de la calle Nicaragua del barrio de Hispanoamérica, en el distrito de Chamartín. Originalmente una iglesia, se le otorgó el estatus de catedral en 2006. El templo está dedicado a San Andrés el Apóstol y San Demetrio el Mártir.

## Historia
La presencia ortodoxa griega en España se data a fines del siglo XIX, cuando algunos comerciantes griegos emigraron a la península ibérica. En 1949 se funda en Madrid la Parroquia del Apóstol San Andrés, bajo la jurisdicción del Patriarca de Constantinopla. En 1971 se coloca la primera piedra de la actual catedral y fue inaugurada en 1973. El edificio está construido en estilo bizantino con una torre campanario. Dentro de la catedral, se encuentran el iconostasio y varias pinturas elaboradas por artistas griegos.